# Kanton Foix-Ville
Foix-Ville is een voormalig kanton van het Franse departement Ariège. Het kanton maakte deel uit van het arrondissement Foix en omvatte uitsluitend de gemeente Foix.
Bij toepassing van het decreet van 18 februari 2014. werd het kanton op 22 maart 2015 opgeheven. Met Foix en de gemeenten Cos, Ferrières-sur-Ariège, Ganac, Montgailhard en Saint-Pierre-de-Rivière van het kanton Foix-Rural werd het nieuwe kanton Foix gevormd. 